# Maesa salicifolia
Maesa salicifolia är en viveväxtart som beskrevs av Egbert Hamilton Walker. Maesa salicifolia ingår i släktet Maesa och familjen viveväxter. Inga underarter finns listade i Catalogue of Life.